# Деревнищи (Владимирская область)
Деревнищи — деревня в Меленковском районе Владимирской области России, входит в состав Ляховского сельского поселения.

## География
Деревня расположена в 9 км на северо-запад от центра поселения села Ляхи и в 15 км на восток от райцентра города Меленки.

## История
Деревня впервые упоминается в окладных книгах 1676 года в составе Иговского прихода, в ней числились 1 двор помещиков и 11 дворов крестьянских.
В конце XIX — начале XX века деревня входила в состав Тургеневской волости Меленковского уезда, с 1926 года — в составе Усадской волости Муромского уезда. В 1859 году в деревне числилось 30 дворов, в 1905 году — 34 двора, в 1926 году — 53 двора.
С 1929 года деревня входила в состав Савковского сельсовета Ляховского района, с 1954 года — в составе Высоковского сельсовета, с 1963 года — в составе Меленковского района, с 2005 года — в составе Ляховского сельского поселения.  

## Население
| 1859 | 1905 | 1926 | 2002 | 2010 | 2021 |
| ---- | ---- | ---- | ---- | ---- | ---- |
| 132  | ↗247 | ↗260 | ↘61  | ↘41  | ↗50  |